# Diabase
Il termine diabase indica una roccia magmatica filoniana (o ipoabissale o subvulcanica) di composizione gabbrica, ma a grana più fine dei normali gabbri, che solitamente presenta una particolare tessitura detta ofitica. I minerali costituenti sono quelli dei gabbri, vale a dire plagioclasi, pirosseni ed eventualmente piccole quantità di quarzo.  Alcuni diabasi possono essere effusivi. Il colore è grigio-verde scuro o nero.

## Etimologia e storia
Il termine diabase, coniato da Brongniart nel 1807, deriva dal greco διὰ = attraverso e βάσις = che sale; in pratica significa che sale attraverso le altre rocce. All'origine indicava una roccia transizionale tra un basalto e un gabbro. In seguito per i geologi inglesi il termine venne ad indicare un basalto alterato, mentre per quelli francesi, tedeschi e americani indicava una roccia con tessitura ofitica. Con significato simile D’Aubuisson de Voisins nel 1819 coniò il termine dolerite (dal greco δολερος = astuzia, inganno), che in seguito venne usato dagli inglesi al posto di diabase.

Secondo l'IUGS (International Union of Geological Sciences) i termini diabase e dolerite sono sinonimi e vanno accettati perché hanno una lunga tradizione d'uso, ma andrebbero sostituiti con il termine microgabbro. L'uso improprio di diabase, fatto fino ad un recente passato per indicare basalti precambrici o paleozoici o per basalti alterati di qualunque età, deve essere evitato.

## Mineralogia e tessitura
Benché siano noti diabasi con tessitura porfirica o microgranulare, i diabasi sono caratterizzati propriamente dalla tessitura ofitica, consistente in un intreccio di cristalli idiomorfi di plagioclasio (con anortite 50-70%), nei cui interstizi si trova del pirosseno, di solito augite, in grandi plaghe cristalline che includono molti cristalli di plagioclasio, con una disposizione analoga alla tessitura pecilitica presente in altre rocce intrusive. L'ortopirosseno (con enstatite 75-80%) può sostituire o affiancarsi al clinopirosseno alla base dei corpi intrusivi più spessi.
La roccia può contenere piccole quantità di quarzo o più raramente di olivina. Sono comuni accessori magnetite, ilmenite, orneblenda, apatite e zircone.

## Modalità di cristallizzazione
La varietà con cui si presenta la tessitura ofitica permette di ricostruire i diversi modi di solidificazione del magma. Il plagioclasio calcico e il pirosseno monoclino formano un sistema binario provvisto di eutettico. Se la composizione chimica del magma si avvicina a quella corrispondente all'eutettico, i due minerali cristallizzano contemporaneamente, e questa è l'origine della normale struttura ofitica; il plagioclasio tende a formare nuclei di cristallizzazione più prontamente del pirosseno e perciò quest'ultimo cristallizza un po' più tardi, in grosse plaghe.
In altri casi la cristallizzazione del plagioclasio può cominciare molto prima di quella del pirosseno, se il magma è più ricco del componente plagioclasio rispetto alla composizione dell'eutettico; si osserva allora una duplice generazione di plagioclasi, di differenti dimensioni.
I cristalli di plagioclasio inclusi nel pirosseno possono mostrare una isorientazione (una orientazione nella stessa direzione) dovuta a fenomeni di flusso del magma ancora parzialmente fluido.
La presenza o meno di olivina nei diabasi può alterare l'ordine di cristallizzazione dei due minerali fondamentali.

## Giacitura e ambiente geodinamico

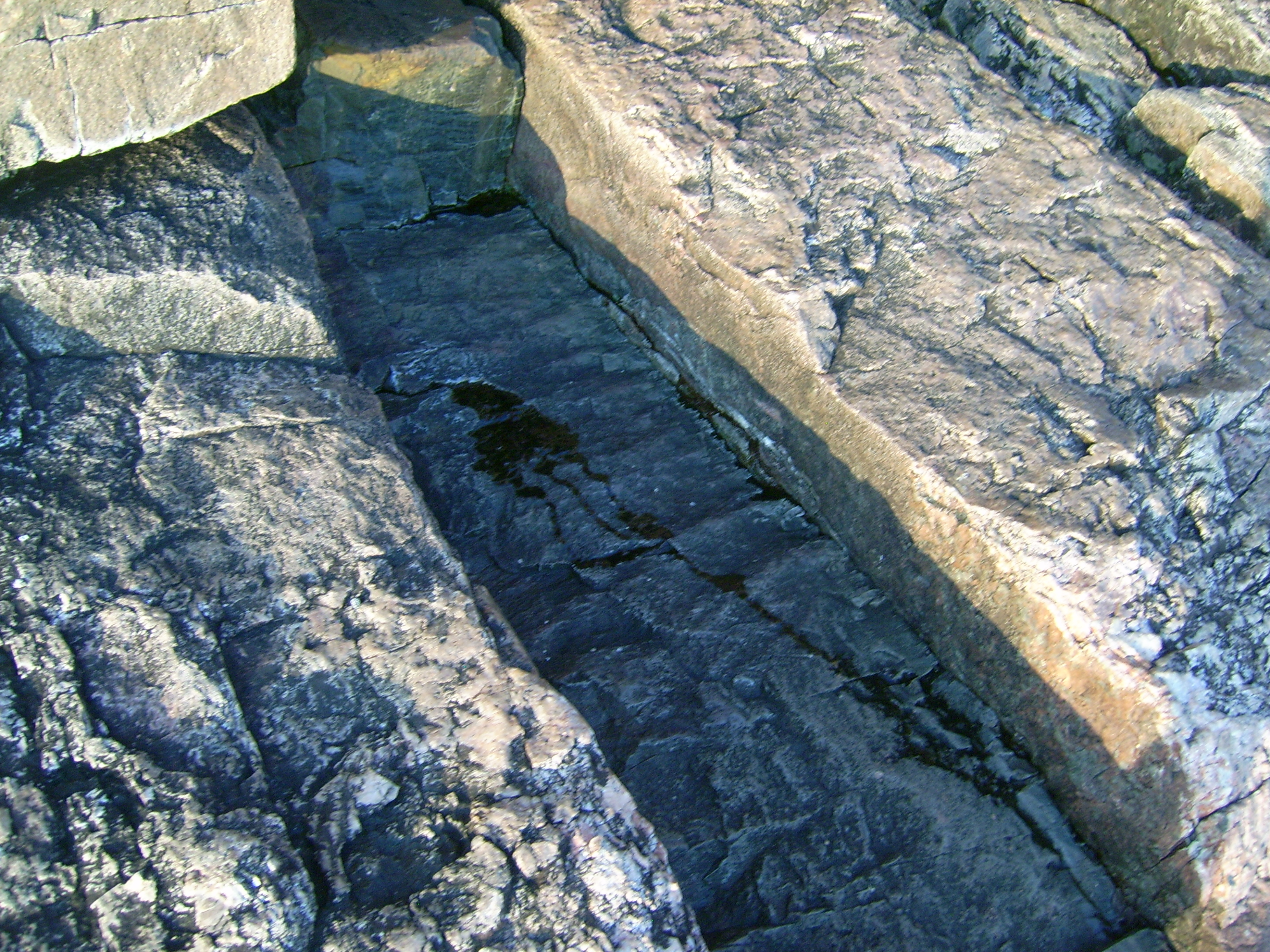
Filone diabasico discordante (dicco), Agawa Rock, Parco Provinciale del Lago Superiore (Canada)

I diabasi si trovano in filoni discordanti (dicchi), ma assai spesso in filoni-strato o sill, probabilmente per la notevole fluidità del magma gabbrico (di tipo basaltico), che favorisce una sua espansione lungo superfici suborizzontali di discontinuità delle rocce incassanti. Alcuni filoni concordanti di diabase possono avere notevole spessore, e passare a lopoliti, che costituiscono d'altra parte una delle forme intrusive caratteristica dei gabbri.

Alcune colate basaltiche di particolare spessore hanno talvolta la struttura caratteristica dei diabasi nelle loro parti inferiori, per le condizioni più lente di raffreddamento.
I filoni diabasici si trovano principalmente in due ambienti geodinamici:
- come filoni-strato sottostanno a campi di colate basaltiche e plateau basaltici in aree con tettonica distensiva o di rift continentale e sono generati dallo stesso magma del basalto;
- come dicchi, oltre ai camini alimentatori delle colate basaltiche, formano uno strato pressoché uniforme al di sotto dei basalti del pavimento oceanico. In Oman, dove un meccanismo di obduzione ha portato in superficie la crosta oceanica, i dicchi diabasici affiorano uniformemente su una distanza di 400 km: qui i dicchi si intrudono in altri dicchi, senza l'esistenza di una roccia incassante. Ciò rappresenta una prova convincente della loro formazione in fratture di una crosta in continua attiva espansione, come avviene al di sotto delle dorsali medio-oceaniche.

## Distribuzione
In Italia:

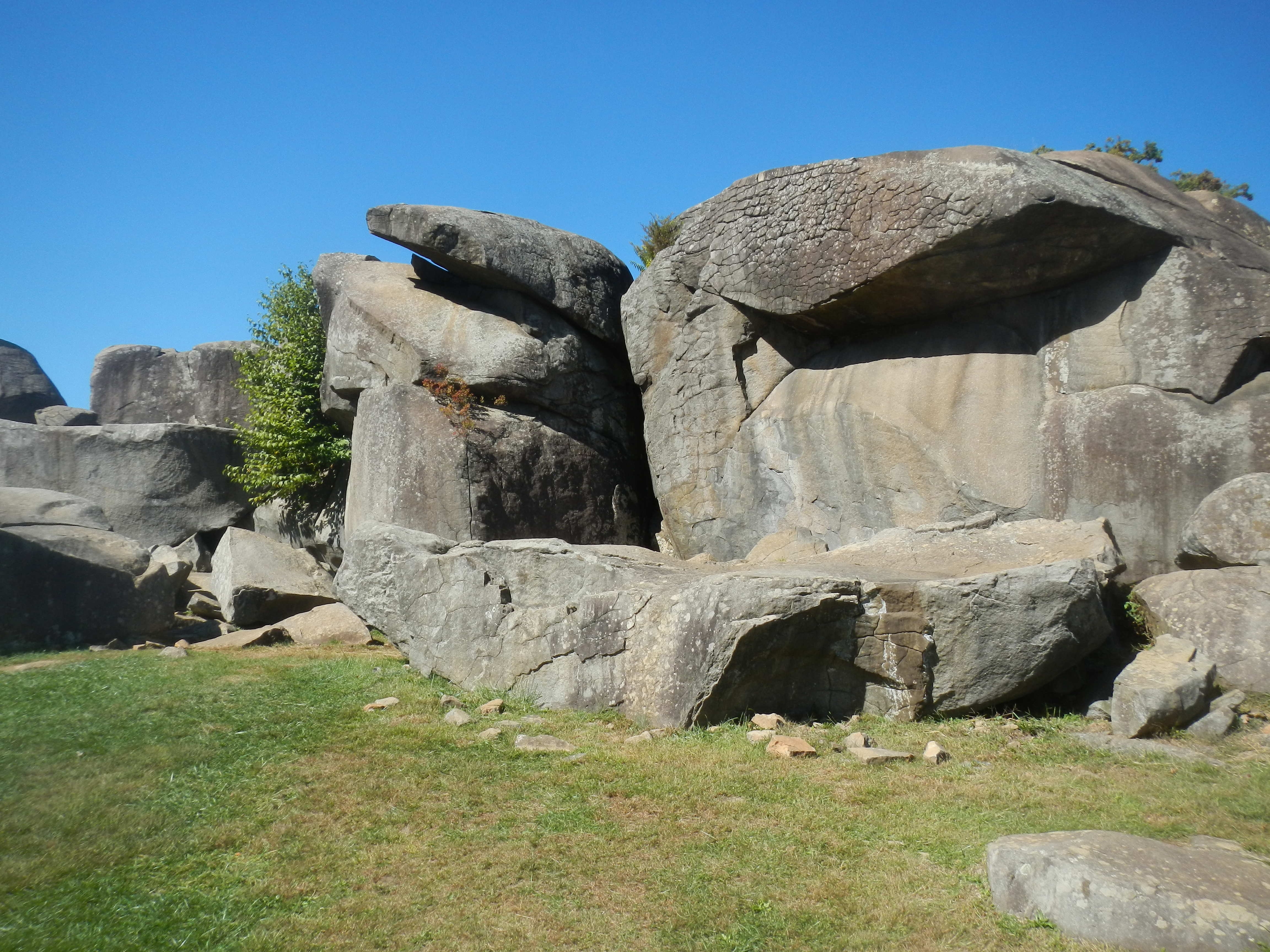
Devil's Den (covo del diavolo), a Gettysburg (Pennsylvania).

I filoni di diabase sono frequenti nelle Alpi (in Carnia, nel Bellunese, nelle Prealpi lombarde, ecc.); vi sono anche diabasi a struttura porfirica in Val di Fassa e nel vicentino.

Nel mondo:

Imponenti sciami di filoni-strato (sill) insieme a sciami dei loro dicchi alimentatori si sono formati durante la rottura del supercontinente Gondwana nel Giurassico. Oggi segmenti di questi sciami si trovano in Antartide, Sudafrica (zona del Karroo) e Tasmania, dove singoli filoni-strato possono essere spessi fino a 300 m e il loro sciame affiora sul 25% dell'intero territorio. Altri sciami di filoni diabasici si trovano nel Regno Unito (Carbonifero), in Germania (zona di Löwenburg, Siebengebirge), Austria,  e in Oman e a Cipro (Giurassico). Negli Stati Uniti affiorano filoni-strato giurassici per 80 km lungo l'Hudson River, dalla parte opposta alla città di New York. Altri diabasi si trovano nei terreni precambrici del Montana, Colorado e Wyoming.